# La Course by Le Tour de France de 2018
A 5.ª edição da La Course by Le Tour de France celebrou-se a 17 de julho de 2018 sobre um percurso de 118 km com início na comuna francesa de Duingt e final em Le Grand-Bornand na França coincidindo com a décima-etapa do Tour de France de 2018.
A corrida fez parte do UCI WorldTour Feminino de 2018 como concorrência de categoria 1.wwT do calendário ciclístico de máximo nível mundial sendo a décima-quinta corrida de dito circuito e foi vencida pela ciclista neerlandesa Annemiek van Vleuten da equipa Mitchelton-Scott. O pódio completaram-no a  neerlandesa Anna van der Breggen da equipa Boels-Dolmans e a ciclista sulafricana Ashleigh Moolman da equipa Cervélo-Bigla.

## Equipas
Tomaram a saída um total de 20 equipas UCI Team Feminino convidados pela organização da corrida quem conformaram um pelotão de 112 ciclistas das quais terminaram 62. As equipas participantes foram:
| Equipes femininas profissionais (20)- Alé Cipollini - Astana Women's - Bepink - Boels Dolmans - BTC City Ljubljana - Canyon-SRAM Racing - Cervélo Bigla - Cylance - FDJ-Nouvelle Aquitaine-Futuroscope - Lotto Soudal Ladies - Mitchelton-Scott - Movistar Team - Sunweb - Tibco-Silicon Valley Bank - Trek-Drops - Unitedhealthcare Pro Cycling Team - Valcar PBM - Virtu - WaowDeals - Wiggle High5 |
| |

## Classificações finais
As classificações finalizaram da seguinte forma:

### Classificação geral
| \| Classificação geral \| Classificação geral \| Classificação geral \| Classificação geral \| Classificação geral \| \| Ciclista \| Ciclista \| Equipe \| Tempo \| \| \| ------------------- \| ---------------------- \| ----------------------------- \| ------------------- \| ------------------- \| \| 1. \| Annemiek van Vleuten \| Mitchelton-Scott \| 3h20m43s \| \| \| 2. \| Anna van der Breggen \| Boels Dolmans \| + 1s \| \| \| 3. \| Ashleigh Moolman Pasio \| Cervélo Bigla \| + 1m22s \| \| \| 4. \| Cecilie Uttrup Ludwig \| Cervélo Bigla \| + 1m58s \| \| \| 5. \| Megan Guarnier \| Boels Dolmans \| + 2m19s \| \| \| 6. \| Katarzyna Niewiadoma \| Canyon-SRAM Racing \| + 2m19s \| \| \| 7. \| Katie Hall \| UnitedHealthcare Women's Team \| + 2m22s \| \| \| 8. \| Amanda Spratt \| Mitchelton-Scott \| + 2m22s \| \| \| 9. \| Ane Santesteban \| Alé Cipollini \| + 2m24s \| \| \| 10. \| Erica Magnaldi \| Bepink \| + 2m24s \| \| |                        |                               |          |
| |                        |                               |          |
| Fonte: ProCyclingStats |                        |                               |          |
| Classificação geral |                        |                               |          |
| Ciclista | Ciclista               | Equipe                        | Tempo    |
| 1. | Annemiek van Vleuten   | Mitchelton-Scott              | 3h20m43s |
| 2. | Anna van der Breggen   | Boels Dolmans                 | + 1s     |
| 3. | Ashleigh Moolman Pasio | Cervélo Bigla                 | + 1m22s  |
| 4. | Cecilie Uttrup Ludwig  | Cervélo Bigla                 | + 1m58s  |
| 5. | Megan Guarnier         | Boels Dolmans                 | + 2m19s  |
| 6. | Katarzyna Niewiadoma   | Canyon-SRAM Racing            | + 2m19s  |
| 7. | Katie Hall             | UnitedHealthcare Women's Team | + 2m22s  |
| 8. | Amanda Spratt          | Mitchelton-Scott              | + 2m22s  |
| 9. | Ane Santesteban        | Alé Cipollini                 | + 2m24s  |
| 10. | Erica Magnaldi         | Bepink                        | + 2m24s  |

## UCI WorldTour Feminino
A La Course by Le Tour de France outorga pontos para o UCI WorldTour Feminino de 2018, incluindo a todas as corredoras das equipas nas categorias UCI Team Feminino. As seguintes tabelas mostram o barómetro de pontuação e as 10 corredoras que obtiveram mais pontos:
| Posição   | 1.ª | 2.ª | 3.ª | 4.ª | 5.ª | 6.ª | 7.ª | 8.ª | 9.ª | 10.ª | 11.ª | 12.ª | 13.ª | 14.ª | 15.ª | 16.ª-30.ª | 31.ª-40.ª |
| Pontuação | 200 | 150 | 125 | 100 | 85  | 70  | 60  | 50  | 40  | 35   | 30   | 25   | 20   | 15   | 10   | 5         | 3         |

| Classificação |                       |                    |        |
| Posição       | Ciclista              | Equipa             | Pontos |
| ------------- | --------------------- | ------------------ | ------ |
| 1.ª           | Annemiek van Vleuten  | Mitchelton-Scott   | 200    |
| 2.ª           | Anna van der Breggen  | Boels-Dolmans      | 150    |
| 3.ª           | Ashleigh Moolman      | Cervélo-Bigla      | 125    |
| 4.ª           | Cecilie Uttrup Ludwig | Cervélo-Bigla      | 100    |
| 5.ª           | Megan Guarnier        | Boels-Dolmans      | 85     |
| 6.ª           | Katarzyna Niewiadoma  | Canyon SRAM Racing | 70     |
| 7.ª           | Katie Hall            | Unitedhealthcare   | 60     |
| 8.ª           | Amanda Spratt         | Mitchelton-Scott   | 50     |
| 9.ª           | Ane Santesteban       | Alé Cipollini      | 40     |
| 10.ª          | Erica Magnaldi        | BePink             | 35     |